# Dômes de Paoro
Paoro Tholi
Pour les articles homonymes, voir Paoro.
Les dômes de Paoro (désignation internationale : Paoro Tholi) sont un ensemble de dômes situé sur Vénus dans le quadrangle d'Hecate Chasma. Il a été nommé en référence à Paoro, déesse maori des échos qui a donné sa voix à Marikoriko, la première femme.